# Erik Mellevold Bråthen
Erik Mellevold Bråthen (* 16. September 1987 in Halden) ist ein norwegischer Fußballspieler. Der Torhüter spielt derzeit bei Rosenborg Trondheim in der norwegischen Tippeligaen.

## Vereinskarriere
Erik Mellevold Bråthen wurde in Halden, ein Teil der Provinz Østfold geboren welches im Südosten von Norwegen liegt, nahe der Grenze zu Schweden. Er spielte dort für den heimischen Kvik Halden FK bis zu seinem 19. Lebensjahr, bevor er im Januar 2007 zum Fredrikstad FK wechselte, wo er für drei jahre unterschrieb. Sein Debüt für Fredrikstad gab der großgewachsene Torwart am 3. Spieltag der Saison 2007 im Auswärtsspiel bei Aalesunds FK. In der Partie, welche im Color-Line-Stadion ausgetragen wurde, kam er beim Stand von 3:2 für Aalesunds in der 46. Spielminute für den verletzten Rami Shaaban in die Partie. Am Ende stand es 3:3, Tarik Elyounoussi konnte noch für die Gäste aus Fredrikstad den Punkt retten.
In der Saison 2008 brach sich Bråthen die Hand und fiel für längere Zeit aus. Nach der Genesung kam er nicht an Rami Shaaban vorbei, der zu diesem Zeitpunkt auch in der schwedischen Nationalmannschaft spielte. Nachdem Shaaban am Saisonende 2008 den Verein in Richtung Schweden zu Hammarby IF verlassen hatte, blieb Bråthen als möglicher neuer Stammtorhüter dem Klub treu.
Zu Beginn der Saison 2009 kämpfte er mit Lasse Staw um den Platz im Tor, den der zwei jahre ältere Staw für sich entscheiden konnte. Bråthen kam erst am 14. Spieltag zu seinem ersten Einsatz gegen Molde FK, nachdem sich Staw eine Handverletzung zugezogen hatte. An den folgenden 4 Spieltagen kam er ebenfalls zu Einsätzen blieb dort allerdings nie ohne Gegentor. Aufgrund der längerfristigen Verletzung des Stammtorhüters entschloss die Vereinsführung zwei weitere Torhüter zu verpflichten, dies waren Daniel Örlund und Tommy Runar. Am Ende der Spielzeit kam der Verein bis auf zwei in der Tippeligaen.
In der Saison 2010 spielte er keine einzige Minute, zu Einsätzen kamen Lasse Staw und die Leihverpflichtung Kyriakos Stamatopoulos.
Seinen auslaufenden Vertrag in Fredrikstad verlängerte er nicht und wechselte ablösefrei zum norwegischen Rekordmeister Rosenborg Trondheim. Bei Rosenborg kam er zu seinem ersten Einsatz am 5. Spieltag der Saison 2011 gegen Vålerenga Oslo.

## Nationalmannschaft
Für Norwegen spielt Bråthen seit der U-18. Für die er am 26. April 2005 gegen die Schweiz debütierte. Mit der U-19 verlor er sein Debütspiel gegen Italien im März 2006 mit 0:2. Für die norwegische U-21 kam er bislang auf 2 Einsätze.